# Сургутиха (деревня)
Сургутиха — деревня в Туруханском районе Красноярского края, находится на межселенной территории.

## Географическое положение
Деревня находится примерно в 218 км от центра района — села Туруханск, на берегу Сургутихи, левобережной протоки Енисея.

## Климат
Климат резко континентальный, субарктический. Зима продолжительная. Средняя температура января −30˚С, −36˚С. Лето умеренно тёплое. Средняя температура июля от +13˚С до +18˚С. Продолжительность безморозного периода 73 — 76 суток. Осадки преимущественно летние, количество их колеблется от 400—600 мм.

## Экономика
Градообразующее производственное предприятие одно — производственный участок ТР МУП «Туруханскэнерго». Из учреждений обслуживания в поселке имеются: библиотека, ФАП, клуб, средняя школа, детский сад, здание сельсовета, отделение связи и два магазина.

## Население
Постоянное население деревни 192 чел.(2006), 167 чел. (2010, перепись).
Национальный состав русские 58 %, кеты 26 % (2002).